# Симичі
Си́мичі (рос. Симичи) — присілок у складі Котельницького району Кіровської області, Росія. Входить до складу Срітенського сільського поселення.
Населення становить 5 осіб (2010, 8 у 2002).
Національний склад станом на 2002 рік — росіяни 87 %.